# Kakao Football Club Ambanja
 (février 2024).
Si vous disposez d'ouvrages ou d'articles de référence ou si vous connaissez des sites web de qualité traitant du thème abordé ici, merci de compléter l'article en donnant les références utiles à sa vérifiabilité et en les liant à la section « Notes et références ».
Pour les articles homonymes, voir Kakao (homonymie).
Actualités
Le KFCA (Kakao Football Club Ambanja ) est un club malgache de football basé à Antsiranana.

## Histoire
Le Kakao Football Club Ambanja remporte le championnat de Madagascar de deuxième division en 2023, accédant ainsi en première division.

## Palmarès
- Championnat de Madagascar D2 
  - Vainqueur : 2023